# دوري كرة القدم النرويجي الدرجة الأولى 1971
دوري كرة القدم النرويجي الدرجة الأولى 1971 (بالنرويجية: 2. divisjon fotball for menn 1971)‏ هو موسم من الدوري النرويجي الدرجة الأولى. فاز فيه نادي ميوندالن.